# Leptolejeunea elliptica
Leptolejeunea elliptica är en bladmossart som först beskrevs av Lehm. et Lindenb., och fick sitt nu gällande namn av Victor Félix Schiffner. Leptolejeunea elliptica ingår i släktet Leptolejeunea och familjen Lejeuneaceae. Inga underarter finns listade i Catalogue of Life.